# Claudia (Vestalin)
Claudia was een lid van de Romeinse patricische gens Claudia en Vestalin in de 2e eeuw v.Chr.

## Leven
Claudia was een dochter van de consul van 143 v.Chr., Appius Claudius Pulcher. Deze wou tijdens zijn consulaat per se een triomftocht houden en voerde met dit doel bij gebrek aan andere alternatieve oorlog met de in Noordwest-Italië woonachtige Salassi. Hij moest evenwel aanvankelijk een zware nederlaag tegen het Alpenvolk verduren en wist pas na een offerritueel door de decemviri in een tweede veldslag een matig succes te boeken. De senaat leek de prestatie van de consul te onbeduidend om hem daarvoor een triomftocht toe te staan. Appius Claudius Pulcher legde zich echter niet neer bij dit besluit van de senaat en liet op eigen kosten een triomftocht organiseren. Een tribunus plebis zocht het voornemen van de consul met geweld te verhinderen. Doch de als Vestalin sacrosancte Claudia bewees haar liefde voor haar vader, doordat ze zich naast hem op de triomfwagen plaatste en zo krachtens haar onschendbaarheid verhinderde dat hij van het rijtuig kon worden afgetrokken.
Op munten, die de Claudische muntmeester Gaius Clodius Vestalis in 41 v.Chr. liet slaan, is een zittende vrouwelijke gestalte afgebeeld, die als toespeling op de Vestalin Claudia wordt geïnterpreteerd.
Een gelijknamige zuster van Claudia trouwde met de tribunus plebis van 133 v.Chr., Tiberius Sempronius Gracchus.